# Risky Woods
Risky Woods (w japońskim wydaniu Jashin Draxos) – platformowa gra komputerowa napisana przez hiszpańskie firmy software’owe Dinamic Software i Zeus Software. Tytuł wydała firma Electronic Arts w grudniu 1992 roku.
W grze gracz steruje postacią Rohana, który musi uwolnić starożytnych mnichów zamrożonych w kamiennych posągach. Gra sprowadza się do przemierzania przez kolejne etapy, zabijając różne stwory, unikając wszelkich przeszkód. Większość z unicestwionych przeciwników pozostawia po sobie monetę, która zebrana zwiększa dorobek gracza o 5 jednostek waluty obowiązującej w grze. Każde trafienie przeciwnika w postać głównego bohatera sprawia, że traci on nie tylko siły życiowe, ale także jedną monetę. Można ją zebrać ponownie, lecz każda upuszczona moneta po kilku sekundach znika. Oprócz monet gracz na swojej drodze znajdzie również skarby w postaci owoców zwiększających siły witalne (niektóre będą wymagały snu, w trakcie którego gracz straci trochę czasu), klepsydr dodających czas w trakcie którego etap należy ukończyć, broni specjalnych, gadżetów cofających lub przesuwających gracza w przód o kilka ekranów i innych. Na koniec niektórych etapów gracz może wstąpić do sklepu, w którym za zdobyte monety może nabyć dodatkową broń (każda z nich posiada trzy poziomy zaawansowania).
Gra cechuje się czterema elementami, na które gracz musi uważać:
- energia, która nie może spaść do zera – skutkuje to utratą życia oraz monet (które co prawda można szybko zebrać, ale z całą pewnością nie uda się odzyskać wszystkiego),
- czas, w którym gracz musi ukończyć etap nie może upłynąć – jeżeli tak się stanie, etap rozpoczyna się od początku,
- fałszywe posągi mnichów, którzy po uwolnieniu ranią – prawdziwych mnichów w każdym etapie jest tylko dwóch,
- klucze-oczy, które należy odnaleźć, aby móc kontynuować zwiedzanie etapu.

Wykonanie cechuje się schludnie wykonaną grafiką i dobrą animacją postaci oraz przeciwników. Gra charakteryzuje się przesuwem ekranu w prawo lub w lewo – gracz nie jest blokowany, co oznacza, że zawsze może wrócić na początek etapu. Liczba przeciwników w każdym etapie jest nieograniczona – stale wybiegają i atakują gracza.
Wersja gry na platformę Genesis różni się znacząco od wszystkich innych wersji. Podstawowe zmiany to brak sklepu, w którym można nabywać broń (w zamian, po uzbieraniu odpowiedniej liczby monet, gracz otrzymuje kolejne odmiany zbroi), zastąpienie bram na klucze-oczy przez posągi gargulców, które należy pokonać wygrywać w grę pamięciową. Dodatkowo obiekt czaszki nie jest zagrożeniem dla bohatera, lecz pewnego rodzaju bombą usuwającą przeciwników z ekranu, a całkowite upłynięcie czasu nie skutkuje utratą życia.
Risky Woods była ostatnią grą programistów z Dinamic Software, zanim firma zbankrutowała.